# Perigrapha cincta
Perigrapha cincta är en fjärilsart som beskrevs av Fabricius 1787. Perigrapha cincta ingår i släktet Perigrapha och familjen nattflyn. Inga underarter finns listade i Catalogue of Life.